# Compsocerus chevrolati
Compsocerus chevrolati är en skalbaggsart som beskrevs av Pierre Émile Gounelle 1910. Compsocerus chevrolati ingår i släktet Compsocerus och familjen långhorningar. Inga underarter finns listade i Catalogue of Life.